# ألفونس دس بيرنير
ألفونس دس بيرنير هو قاضي ومحامي وسياسي كندي، ولد في 7 أبريل 1861 في ليفيس في كندا، وتوفي بنفس المكان في 7 أكتوبر 1944. نشط حزبياً في Conservative Party of Quebec (historical) ‏. وقد انتخب عمدة وانتخب عضو الجمعية الوطنية في كيبك ‏.